# The Return (film fra 2003)
 For alternative betydninger, se The Return. (Se også artikler, som begynder med The Return)
The Return (russisk: Возвращение, translit.: Vozvrasjtjenie, da.: Hjemkomsten) er en russisk spillefilm fra 2003 af instrueret af Andrej Zvjagintsev.
Filmen er en dramafilm om to russiske drenge, hvis far pludselig er kommet hjem efter 12 års fravær. Han tager drengene med på ferie på en ø i en sø i ødemarken, hvor de indbyrdes relationer mellem de tre bliver udfordret.
Filmen har modtaget 33 filmpriser, herunder Guldløven ved Filmfestivalen i Venedig, hvor Zvjagintsev også modtog prisen for bedste instruktør.
Filmen havde dansk premiere den 10. december 2004 i Grand, Café Biografen (Odense) og i Øst for Paradis (Århus), hvor filmen blev vist under sin engelske titel.

## Medvirkende
- Vladimir Garin som Andrei
- Ivan Dobronravov som Ivan
- Konstantin Lavronenko som faren
- Natalia Vdovina som moren

## Produktion
Filmen er optaget ved Ladogasøen og Den Finske Bugt.
Vladimir Garin, der spillede en af de to drenge druknede kort efter optagelsernes afslutning to måneder før filmens premiere. Han blev 16 år gammel.

## Modtagelse
Filmen modtog positive anmeldelser, og blev i 2016 medtaget som nr. 80 på BBC's kritikeres liste over det 21. århundredes bedste film. The Hollywood Reporter optog den i 2023 som nr. 32 dete magasins liste over det 21. århundredes bedste film.